# S-أدينوسيل الميثيونين
S-أدينوسيل الميثيونين (اختصاراً SAM) هو ناتج مهم في عملية استقلاب الحمض الأميني ميثيونين، ويلعب دور عامل مرافق في عملية نقل مجموعة الميثيل وفي عمليات نقل مجموعات كيميائية أخرى. على الرغم من أن التفاعلات الابتنائية تحدث في أنحاء الجسم كافة، إلا أن معظم S-أدينوسيل الميثيونين ينتج ويستهلك في الكبد.
يصنع S-أدينوسيل الميثيونين في الجسم من أدينوسين ثلاثي الفوسفات (ATP) والميثيونين، واكتشفه جوليو كانتوني في خمسينات القرن العشرين.
يلعب S-أدينوسيل الميثيونين دوراً مهماً في خلايا حقيقيات النوى، حيث ينظم ويضبط عمليات مهمة تشمل مثيلة DNA و tRNA و rRNA؛ بالإضافة إلى دوره المناعي. أما في النباتات، فيعد S-أدينوسيل الميثيونين ضرورياً في عملية الاصطناع الحيوي للإيثيلين، وهو هرمون نباتي مهم.